# Radio Kärnten
Radio Kärnten ist das vom ORF betriebene Regionalradio für Kärnten im Rahmen des Senders Österreich 2 (Österreich-Regional). Die Sendungen des ORF Kärnten werden im Landesstudio Kärnten produziert und abgewickelt.

## Frequenzen
- 97,8 MHz (Sender Dobratsch)
- 94,5 MHz (Sender Koralpe)[1][2]

## Belege
1. ↑  Figec: Trieste premia Iris Hofmeister e la ORF Carinzia. In: figec.it. 26. September 2023, abgerufen am 9. April 2024 (italienisch).
2. ↑  Italradio: Italradio: dov'eravamo rimasti? In: italradio.org. 19. Mai 2024, abgerufen am 20. Mai 2024 (italienisch).